# Muerte de un magnate
Muerte de un magnate es una película peruana de 1981 dirigida por Francisco Lombardi y protagonizada por Orlando Sacha, Martha Figueroa y Pablo Tezen. El argumento de la película se basa en el asesinato de Luis Banchero Rossi, importante empresario peruano dedicado a la exportación de harina y aceite de pescado, que se convirtió en uno de los principales impulsores de la industria pesquera peruana.
El guion se basó en la obra de 1973 El caso Banchero del periodista Guillermo Thorndike.

## Reparto
- Orlando Sacha como Luis Banchero Rossi
- Pablo Tezen como José Valdivia Chumbiauca
- Martha Figueroa
- Hernando Cortez
- Óscar Vega Castillo como "lobaton"
- Margot López
- Alberto Arrese
- Víctor Yánez
- Julio Vega
- Jorge Rodríguez Paz
- Ramón Salazar
- Edgar Cáceres
- Augusto Salazar
- Jaime Lértora
- José Adolph

## Premios
- Mención Especial del Jurado, Festival de Cine de Huelva, 1982.[5]